# The Distant Future
Albums de Flight of the Conchords
The BBC Radio Series: Flight of the Conchords
(2006) Flight of the Conchords
(2008)
The Distant Future est un EP du duo de folk parodique Flight of the Conchords. En 2008, il remporta un Grammy Award dans la catégorie Best Comedy Album. Il a été enregistré sur le label Sub Pop.

## Source de la traduction
- (en) Cet article est partiellement ou en totalité issu de l’article de Wikipédia en anglais intitulé « The Distant Future » (voir la liste des auteurs).